# Triplostegia glandulifera
Triplostegia glandulifera är en kaprifolväxtart som beskrevs av Nathaniel Wallich. Triplostegia glandulifera ingår i släktet Triplostegia och familjen kaprifolväxter. Inga underarter finns listade i Catalogue of Life.